# Baeotis staudingeri
Baeotis staudingeri is een vlindersoort uit de familie van de prachtvlinders (Riodinidae), onderfamilie Riodininae.
Baeotis staudingeri werd in 1994 beschreven door D'Abrera.